# 김성태 (1990년)
김성태(1990년 9월 11일 ~ )는 대한민국의 배우이다.

## 학력
- 한국예술종합학교 연극원 연기과 석사

## 출연작

### 영화
- 《낯익은 타인》 (2021년)
- 《좀비가 산다》 (단편)
- 《별풍선》 (단편)
- 《허수아비》 (2020년, 단편)
- 《82년생 김지영》 (2019년) - 카페직원 1 역
- 《창궐》 (2018년) - 대신 5 역
- 《싱글라이더》 (2017년) - 고객 역
- 《배웅》 (2013년)
- 《네가네이 : 네 가족을 네 이웃과 같이 사랑하라》 (2012년)
- 《말을 해》 (2011년)

### 드라마
- 《하이클래스》 (2021년, tvN) - 알렉스 코머 역
- 《가두리횟집》 (2020년, 웹드라마) - 성기광 역

### 연극
- 《술술호흡기》
- 《나는 왜 아버지를 잡아먹었나》
- 《노란 달》
- 《바다 한 가운데서》
- 《배신》
- 《유령》
- 《밑바닥에서》

### 뮤직비디오
- 친자매 - 꽁냥꽁냥